# Имперские портреты
«Имперские портреты» — документальный цикл авторской программы  Феликса Разумовского «Кто мы?».

## Съёмочная группа
- автор и ведущий:  Феликс Разумовский
- режиссёр: Пётр Панкратов
- оператор-постановщик: Сергей Стариков
- оператор: Михаил Скотников
- разработка темы: Теймур Джалилов
- редактор: Надежда Винюкова
- монтаж: Алексей Блажиевский
- музыкальный редактор: Людмила Волкова
- звукорежиссёр: Виктор Логвинов
- директор: Геннадий Воротников
- продюсеры: Анна Коряковцева, Ирина Разумовская, Михаил Разумовский

## Содержание цикла
В историко-просветительской программе «Кто мы?» автор и ведущий  Феликс Разумовский освещает сложные, порой противоречивые моменты, касающиеся истории страны и национального самосознания.
300 лет назад, 2 ноября  1721 года,  Пётр Первый, одержав победу в  Северной войне, провозгласил себя императором, и Российское царство стало именоваться  Российской империей.
Этой дате посвящён новый восьмисерийный документальный цикл «Имперские портреты».  Феликс Разумовский рассказывает о великих людях, повлиявших на ход истории, развитие отечественной науки и культуры, через их судьбы пытаясь ответить на вопрос: «Кто мы?».

## Содержание частей

### Часть первая «Творец Империи»
Как создавалась Российская империя? Почему её создателя Петра Первого Ломоносов называл богом: «Он бог, он бог был твой, Россия»? Что открывается в акте творения империи и почему этот акт называют «революцией сверху»? Удалось ли первому российскому императору подчинить русскую жизнь идее «регулярства»? Эти и другие ключевые вопросы составляют смысловую канву фильма, открывающего цикл «Имперские портреты».

### Часть вторая «Просветитель Империи»
Российская академия наук была последним детищем Петра Великого. Но для русских современников, первого петровского поколения, приглашенные в Россию учёные-иностранцы представлялись заморскими колдунами, звездочётами. Пройдёт целая эпоха, осмысленная трудами М.В. Ломоносова, прежде чем науки и просвещение сделаются частью русской жизни – культурной, общественной и государственной.

### Часть третья «Герой Империи»
«Когда под скипетром великия жены венчалась славою счастливая Россия...» – с легкой руки Пушкина эпоху Екатерины II мы называем «веком героев». В ту пору Россия двинулась на юг, к Черному морю. Под началом «знатного воинского генералитета» шаг за шагом реализуется громадный Греческий проект, созидается новая Эллада, русская Эллада. Именем великого Суворова, неизменного участника большинства исторических свершений эпохи, героем из героев, пополняется российский имперский пантеон. Под его командованием русские полки делались воистину непобедимыми – суворовскими. Его нравственное влияние было громадным. Он умел по-отечески разговаривать с русским солдатом этим неподражаемым суворовским языком: «Быстро беги, прыгай через полисад, спускайся в ров, ставь лестницы», «Бог нас видит. Он нам генерал!».

### Часть четвёртая «Святой Империи»
То, что Российской империи нужны учёные, художники, поэты, полководцы и флотоводцы, было ясно с самого начала. А вот нужны ли Империи монахи, преподобные и богоносные отцы – этот вопрос разрешился не сразу. Только в эпоху правления Александра I имперская власть начинает искать пути духовного обновления русской жизни. Этот поиск (в полном соответствии с петровской традицией) оборачивается бюрократической новацией: созданием Министерства духовных дел и народного просвещения. Там не было и не могло быть духовных прозрений. Великий подвижник появится не в Петербурге, а в далёком Саровском монастыре, и русскую землю освящает один из самых почитаемых русских святых – Серафим Саровский.

### Часть пятая "Историк Империи"
…28 января 1818 года выходит в свет 12-летний труд Николая Карамзина - первые восемь томов «Истории государства Российского». Молодой Пушкин, прочтя Историю «с жадностию и вниманием», сравнил её автора с Колумбом: «Древняя Россия найдена Карамзиным, как Америка Коломбом». В петербургских гостиных, в кружках и светских салонах говорят об Истории. Читают Историю. Восхищаются характерами уже не античных, а русских героев. «Оказывается, у меня есть Отечество!» - воскликнет современник Историографа.

### Часть шестая "Поэт Империи"
«Ни один из русских писателей не притеснён более моего.»- писал Пушкин в лучший, вершинный период своего творчества. Но в чём причина этих сложных, мучительных отношений с имперской властью? Если к тому же император считает Поэта «умнейшим человеком в России»? Если остались в прошлом и пушкинский радикализм, и увлечение европейским романтизмом? Если только Поэту Империи дано соединить то, что многим до сих пор кажется несоединимым: Империю и Свободу? 

### Часть седьмая "Пророк Империи"
Империя должна капитулировать – убеждён Толстой – пророк и проповедник новой счастливой жизни. Империя более не нужна. Как только исчезнет насилие, само собой восторжествует добро и любовь… Зрелый Толстой отдаст полжизни, чтобы привести эту мысль в исполнение. Напишет множество текстов, перепишет Евангелие, призовёт современников опроститься, отречься от высокой культуры, от семьи, от Церкви… И сам перед смертью станет странником или беглецом, чтобы закончить свои дни на случайной железнодорожной станции. 

### Часть восьмая "Могильщик Империи"
Три ключевые фигуры русского революционного движения – Писарев, Чернышевский и Нечаев – «глубоко перепахали», то есть вдохновили и воспитали Могильщика Империи – Владимира Ульянова (Ленина). За марксистской философской вывеской большевизма существовала своя, родная, доморощенная революционная школа. Её основателем, как это ни парадоксально, следует признать… Петра Великого, творца Империи. Недаром Пушкин, любивший и почитавший Петра, назвал его «воплощённой революцией».